# Jean de Thourotte
Pour les articles homonymes, voir Jean de Thourotte (homonymie).
Jean de Thourotte ou Jean de Thorotte (né vers 1215 - † entre 1253 et 1257) est le fils de Jean III de Thourotte et de Luce de Honnecourt. Il est seigneur de Beaufort au milieu du XIIIe siècle à la suite de son mariage avec Félicité de Rethel.

## Biographie
Vers 1240, il épouse Félicité de Rethel, dame de Beaufort, fille de Manassès V, comte de Rethel, et d'Élisabeth d'Écry, et devient seigneur de Beaufort.
Mais en 1249, il souhaite annuler ce mariage ce qui provoque des différends avec son beau-père. Son père prend alors par la force le château de Beaufort au comte de Rethel. Mécontent, celui-ci en appelle directement au pape, estimant que Jean III de Thourotte a commis un abus pouvoir à cause de la haute position qu'il détient auprès du comte Thibaud IV de Champagne et n'osant compter sur l'impartialité de ce dernier.
Il meurt entre 1253 et 1257 avant son père et n'est donc jamais châtelain de Thourotte et de Noyon ni seigneur d'Allibaudières.

## Affaire du Sire du Coucy
Lors d'un procès, Enguerrand IV de Coucy avait été fortement puni par le roi Saint Louis pour avoir pendu trois gentilshommes en toute illégalité, malgré le soutien de tous les féodaux.
Jean de Thourotte, effrayé par ce coup d'autorité, s'écria assez haut pour être entendu : Après cela, il ne nous reste plus qu'à nous faire tous pendre. Après en avoir été averti, le roi l'envoyer chercher par ses officiers de justice et lui répondit alors : Vous voyez que je ne fais point pendre mes barons, mais que je fais punir ceux qui violent les lois de l’état et de l’humanité. Voyant qu'il avait été desservi, Jean de Thourotte se jette aux genoux du roi et proteste qu'il n'a pas tenu pareil discours et lui propose, si son serment ne suffit pas, d'en donner trente chevaliers pour garants. Le roi qui avait décidé de le faire mettre en prison, se contente alors de lui avoir fait peur tout en lui ordonnant d'être plus circonspect à l'avenir.

## Mariage et enfants
Avant 1242, il épouse Félicité de Rethel, dame de Beaufort, fille de Manassès V, comte de Rethel, et d'Élisabeth d'Écry, mais il n'a sans doute pas de descendance. Il s'est probablement séparé de son épouse vers 1249, date à laquelle son beau-père se plaint au pape du comportement de son père, Jean III de Thourotte, qui a pris de force le château de Beaufort.
Il est fortement probable qu''il y ait eu confusion avec Félicité de Rethel (v.1220-après1249), fille de Hugues III (décédé en 1242). Manassés V serait alors son oncle défendant les intérêts de sa nièce. En effet, la plupart des enfants de Manassès V naissent entre 1240 et 1250, son mariage avec Elisabeth d'Ecry datant d'avant 1242 environ ce qui rend improbable l'union d'une fille de Manassès V avec Jean de Thourotte.
Certaines sources indiquent qu'il aurait eu un enfant nommé Rion de Toureste, mais il s'agit certainement d'une erreur.

## Source
- Marie Henry d'Arbois de Jubainville, Histoire des Ducs et Comtes de Champagne, 1865.